# کیم واندنبرگ
کیم واندنبرگ (به انگلیسی: Kim Vandenberg) (زادهٔ ۱۳ دسامبر ۱۹۸۳) شناگر اهل ایالات متحده آمریکا است.